# 文图拉县海军基地
文图拉县海军基地（英語：Naval Base Ventura County, NBVC）是美国海军在加利福尼亚州怀尼米港的一处基地。该基地是一个多元化的设施，由穆古港、怀尼米港和聖尼古拉斯島组成。基地于2000年由穆古角海军航空站和怀尼米港海军建设军营中心合并形成。基地大约有1万9千人员，是文图拉县最大的雇主。